# باگانا
باگانا (به لاتین: Bagana) یک کوه در پاپوآ گینه نو است که در منطقه خودمختار بوگن‌ویل واقع شده‌است. باگانا ۱٬۷۵۰ متر بالاتر از سطح دریا واقع شده‌است.
جزیره بوگنویل در پاپوآ گینه نو میزبان سه آتشفشان بزرگ در امتداد  کوهستان خود است که در این میان فقط کوه باگانا فعال است. دو کوه دیگر، بالبی و تاکوان نام دارند و تاکوان دارای مجوعه‌ای از دهانه‌های آتشفشانی نیمه‌فعال است.

تصویری هوایی از فعالیت‌های کوه باگانا